# Celleporaria corrugata
Celleporaria corrugata är en mossdjursart som först beskrevs av Maplestone 1909.  Celleporaria corrugata ingår i släktet Celleporaria och familjen Lepraliellidae. Inga underarter finns listade i Catalogue of Life.